# Den sydgaaende Expres
Den sydgaaende Expres (originaltitel The Sun Down Limited) er en amerikansk stumfilm fra 1924 instrueret af Robert F. McGowan.

## Medvirkende
- Joe Cobb som Joe
- Jackie Condon som Jackie
- Mickey Daniels som Mickey
- Allen Hoskins som Farina
- Mary Kornman som Mary
- Andy Samuel som Andy
- Sonny Loy som Joy